# Newfoundland và Labrador
Newfoundland và Labrador (phát âm tiếng Anh: /ˈnjuːfən(d)lənd ... ˈlæbrədɔːr, -lænd ... / NEW-fən(d)-lənd ... LAB-rə-dor, -⁠land ..., địa phương /ˌnjuːfənˈlænd ... / NEW-fən-LAND ...; tiếng Pháp: Terre-Neuve-et-Labrador; thường xuyên viết tắt NL), là tỉnh cực đông của Canada. Tỉnh này thuộc khu vực Đại Tây Dương của Canada, gồm đảo Newfoundland và phần lãnh thổ Labrador tại đại lục, tổng diện tích là 405.212 kilômét vuông (156.500 dặm vuông Anh). Năm 2013, dân số tỉnh ước tính là 526.702. Xấp xỉ 92% dân số toàn tỉnh cư trú trên đảo Newfoundland (cùng các đảo nhỏ xung quanh), trong đó hơn một nửa cư trú tại bán đảo Avalon. Đây là tỉnh đồng nhất số một về ngôn ngữ tại Canada, với 97,6% cư dân tường trình tiếng Anh là ngôn ngữ mẹ đẻ của họ trong điều tra nhân khẩu năm 2006.
Tỉnh lỵ và thành phố lớn nhất của Newfoundland và Labrador là St. John's, là khu vực đô thị thống kê lớn thứ 20 tại Canada, và là nơi cư trú của gần 40% cư dân trong tỉnh. Tại St. John's có trụ sở của chính phủ, nghị viện và tòa án tối cao cấp tỉnh.
Lãnh thổ Newfoundland và Labrador ngày nay từng là một thuộc địa và một quốc gia tự trị của Anh Quốc, gia nhập và trở thành một tỉnh của Canada vào ngày 31 tháng 3 năm 1949 với tên gọi Newfoundland. Ngày 6 tháng 12 năm 2001, một sửa đổi Hiến pháp Canada được tiến hành để chuyển tên chính thức của tỉnh thành Newfoundland và Labrador. Tuy nhiên, người Canada nói chung vẫn gọi tỉnh bằng tên Newfoundland.

## Từ nguyên
Tên Newfoundland ("đất mới khám phá") bắt nguồn từ tiếng Anh "New Found Land" (dịch từ Terra Nova trong tiếng Bồ Đào Nha, vẫn được phản ánh trong tên tiếng Pháp của tỉnh là "Terre-Neuve"). Nguồn gốc của Labrador được cho là từ João Fernandes Lavrador, một nhà hàng hải người Bồ Đào Nha và là người đầu tiên khám phá khu vực.

## Lịch sử

### Tiền thuộc địa

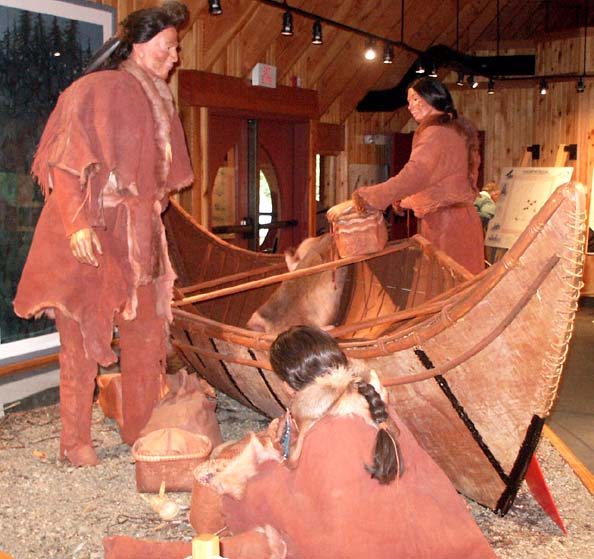
Bộ tộc Beothuk của Newfoundland đã tuyệt chủng. Họ được mô tả trong các bảo tàng, hồ sơ lịch sử và khảo cổ học.

Sự cư trú của con người tại Newfoundland và Labrador có thể truy nguyên từ khoảng 9.000 năm. Các dân tộc cổ đại hàng hải là các thợ săn thú biển tại khu vực cận Bắc cực. HỌ thịnh vượng từ khoảng 7.000 TCN đến 1.500 TCN dọc theo Duyên hải Đại Tây Dương của Bắc Mỹ. Các khu dân cư của họ gồm các nhà dài và nhà thuyền tạm thời hoặc theo mùa. Họ tham gia mậu dịch đường trường, sử dụng chert trắng làm phương thức thanh toán, đó là một loại đá được khai thác từ miền bắc Labrador đến Maine. Nhánh phía nam của các dân tộc này xác lập tại bán đảo phía bắc của Newfoundland vào khoảng 5.000 năm trước. Thời kỳ cổ đại hàng hải được biết đến nhiều nhất từ một địa điểm an táng tại Port au Choix.
Các dân tộc cổ đại hàng hải dần bị thay thế bằng những người thuộc văn hóa Dorset (Eskimo cổ đại muộn), họ cũng chiếm cứ Port au Choix. Số lượng các di chỉ của họ phát hiện được tại Newfoundland biểu thị rằng họ có thể là nhóm thổ dân đông nhất sống tại đây. Họ thịnh vượng từ khoảng 2000 TCN đến 1.200 năm trước. Nhiều trong số các di chỉ của họ nằm tại các mũi đất và đảo phụ thuộc. Họ có khuynh hướng hải dương hơn so với các dân tộc trước đó, và đã phát triển các xe trượt tuyết và thuyền tương tự như kayak. Họ có thể đốt mỡ hải cẩu trong đèn làm bằng steatit. Văn hóa Dorset (800 TCN – 1500) thích nghi cao độ để cư trú trong một khí hậu rất lạnh, và phần lớn thực phẩm của họ đến từ săn bắt các thú biển thông qua các lỗ trên băng.
Người Inuit hầu hết được phát hiện tại Labrador, họ là hậu duệ của thứ mà các nhà nhân loại học gọi là văn hóa Thule, họ nổi lên từ miền tây Alaska vào khoảng năm 1000 và bành trướng về phía đông, đến Labrador vào khoảng 1300–1500. Các nhà nghiên cứu cho rằng văn hóa Dorset không có chó, các vũ khí lớn và các công nghệ khác nên xã hội Inuit đang phát triển có được một lợi thế.
Các cư dân cuối cùng tổ chức bản thân thành các nhóm nhỏ gồm một số gia đình, nhóm tiếp thành các bộ tộc với các thủ lĩnh. Người Innu là các cư dân của một khu vực mà họ gọi là Nitassinan, bao gồm phần lớn miền đông bắc Québec và Labrador ngày nay. Các hoạt động sinh kế trong lịch sử tập trung vào săn bắn và bắt tuần lộc, hươu nai và thú nhỏ. Các thị tộc duyên hải cũng tiến hành nông nghiệp, đánh cá và sử dụng siro phong. Người Innu tham gia chiến tranh bộ tộc dọc theo duyên hải của Labrador với các nhóm Inuit vốn có dân số đáng kể.
Người Míkmaq ở miền nam của Newfoundland dành hầu hết thời gian của họ trên bờ biển để thu hoạch hải sản; trong mùa đông họ sẽ chuyển vào nội lục để săn bắn trong rừng. Theo thời gian, người Mi'kmaq và Innu phân lãnh thổ của họ thành các khu vực truyền thống, mỗi khu vực được quản lý độc lập và có một tù trưởng khu vực và một hội đồng. Các thành viên hội đồng là tù trưởng của các nhóm cư dân, trưởng lão, các lãnh đạo cộng đồng đáng kính khác.

### Tiép xúc với người châu Âu

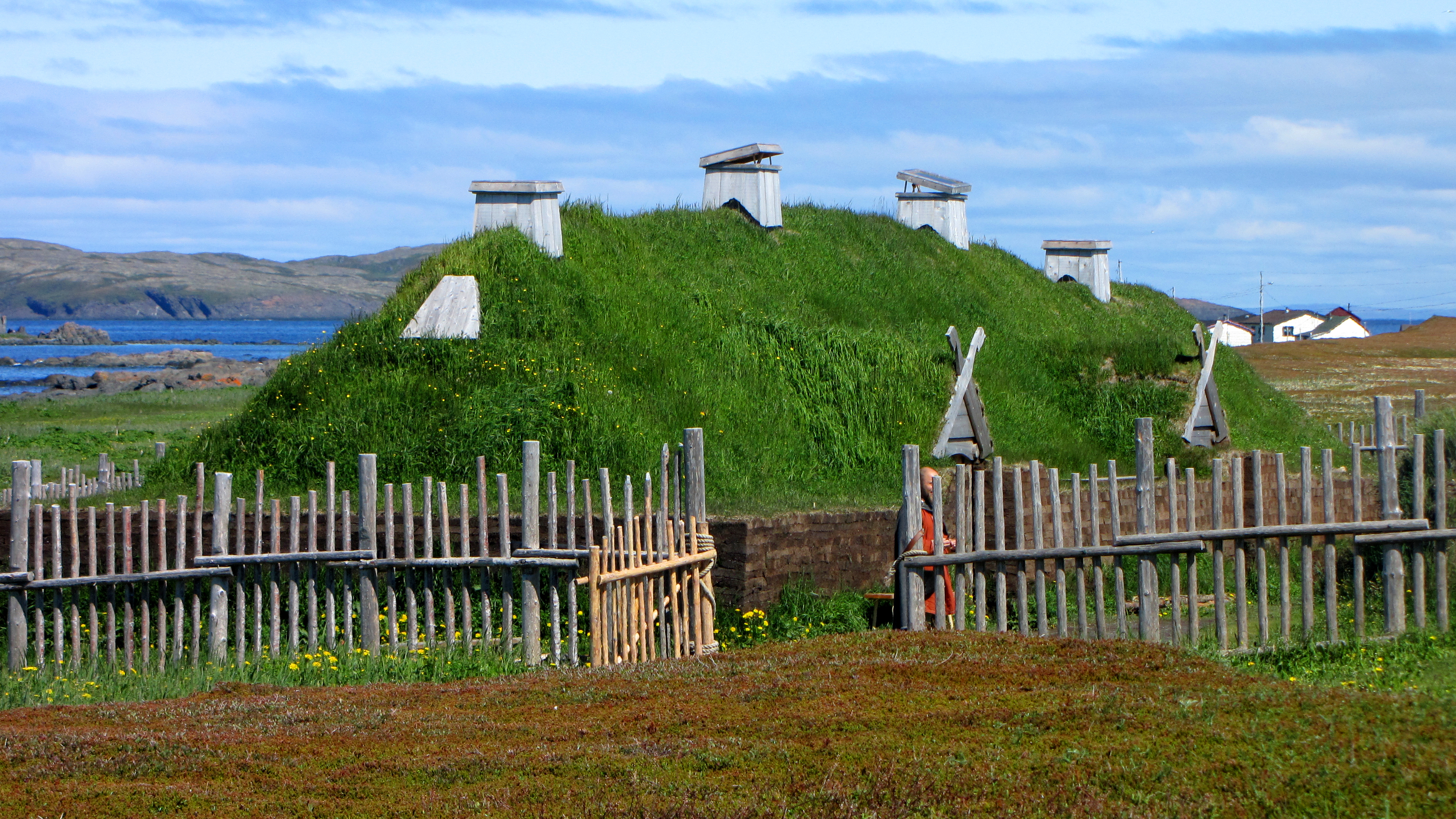
L'Anse aux Meadows tại Newfoundland, di chỉ củ một thuộc địa Norse

Ghi chép cổ nhất được xác nhận về tiếp xúc của người châu Âu có niên đại từ một nghìn năm trước, theo mô tả trong các saga Iceland của người Viking (Norse). Năm 1001, saga đề cập đến việc Leif Ericson đổ bộ tại ba nơi ở phía tây, hai nơi đầu là Helluland (có thể là đảo Baffin) và Markland (có thể là Labrador). Địa điểm đổ bộ thứ ba là Vinland (có thể là Newfoundland). Bằng chứng khảo cổ học của một khu dân cư Norse được phát hiện tại L'Anse aux Meadows, Newfoundland, nó được UNESCO liệt vào danh sách di sản thế giới vào năm 1978.
Năm 1496, John Cabot được Quốc vương Anh Henry VII ban đặc quyền đi thám hiểm và đến ngày 24 tháng 6 năm 1497 ông ta đổ bộ lên mũi Bonavista. Năm 1499 và 1500, các thủy thủ người Bồ Đào Nha João Fernandes Lavrador và Pêro de Barcelos khám phá và lập bản đồ bờ biển, họ của người trước được thể hiện bằng "Labrador" trên các bản đồ địa hình trong thời kỳ này. Dựa theo Hiệp ước Tordesillas, Quân chủ Bồ Đào Nha yêu sách về quyền lãnh thổ tại khu vực mà John Cabot đến vào năm 1497 và 1498. Sau đó, vào năm 1501 và 1502 anh em Corte-Real khám phá Newfoundland và Labrador, yêu sách chúng là bộ phận của Đế quốc Bồ Đào Nha. Năm 1506, Quốc vương Emmanuel I của Bồ Đào Nha đặt thuế đối với hoạt động đánh cá tuyết tại vùng biển Newfoundland. João Álvares Fagundes và Pêro de Barcelos thiết lập các tiền đồn đánh cá theo mùa tại Newfoundland và Nova Scotia vào khoảng năm 1521, và các khu định cư cổ hơn của Bồ Đào Nha có thể đã tồn tại. Humphrey Gilbert theo lệnh Nữ vương Anh Elizabeth I, đã đổ bộ tại St John's vào tháng 8 năm 1583, và chính thức nắm quyền sở hữu đảo.

### Thuộc địa Newfoundland
Năm 1583, Newfoundland trở thành thuộc địa đầu tiên của Anh tại Bắc Mỹ và là một trong các thuộc địa thường xuyên đầu tiên của Anh tại Tân thế giới khi Humphrey Gilbert yêu sách lãnh thổ cho Nữ vương Elizabeth. Mặc dù các tàu đánh cá của Anh đã liên tục đến Newfoundland từ sau hành trình thứ hai của Cabot vào năm 1498 và các trạm đánh cá theo mùa đã tồn tại trong một thế kỷ trước. Do cũng có các tàu và trại của người Basque, người Pháp và người Bồ Đào Nha, áp lực bảo vệ đảo khỏi bị ngoại quốc kiểm soát khiến cho Anh bổ nhiệm các thống đốc để thiết lập các khu định cư thuộc địa trên đảo từ năm 1610 đến năm 1728. Thống đốc đầu tiên được trao quyền lực đối với toàn đảo Newfoundland là David Kirke vào năm 1638.

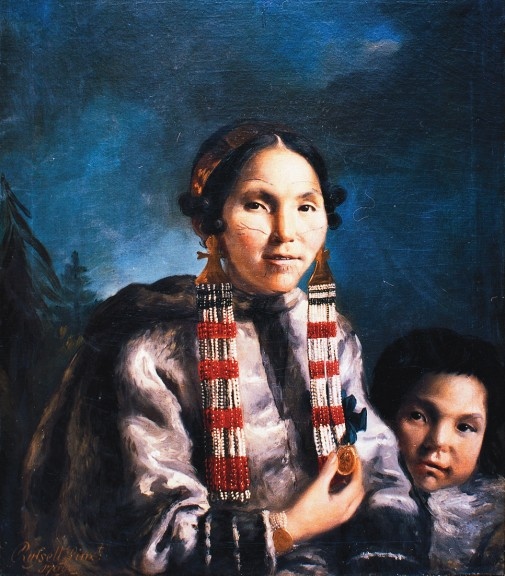
Tranh vẽ một phụ nữ người Inuit tên là Mikak và con của cô, John Russell vẽ năm 1769.

Các nhà thám hiểm sớm nhận ra rằng vùng biển quanh Newfoundland là nơi đánh cá tốt nhất tại Bắc Đại Tây Dương. Đến năm 1620, 300 tàu đánh cá hoạt động tại Grand Bank, với khoảng 10.000 thủy thủ; nhiều người tiếp tục đến từ Basque, Normandie, hoặc Bretagne. Họ phơi khô và ướp muối cá tuyết trên bờ biển và bán chúng đến Tây Ban Nha và Bồ Đào Nha. Trong thập niên 1620, George Calvert đầu tư nhiều vào bến tàu, kho hàng, và trạm đánh bắt cá song thất bại về tài chính. Các cuộc tập kích của người Pháp làm tổn hại đến hoạt động kinh doanh, và do thời tiết khắc nghiệt, ông chuyển chú ý của mình đến thuộc địa khác tại Maryland. Sau khi Calvert rời đi, các doanh nhân nhỏ như David Kirke sử dụng hạ tầng một cách có lợi, Kirke trở thành thống đốc vào năm 1639. Mậu dịch tam giác với New England, Tây Ấn, và châu Âu biến Newfoundland thành nơi có vai trò quan trọng về kinh tế. Đến thập niên 1670, thuộc địa có 1700 cư dân thường xuyên và có thêm 4500 người khác trong các tháng mùa hè.
Các ngư dân Basque đánh bắt cá tuyết ngoài khơi Newfoundland từ khi bắt đầu thế kỷ 16, họ lập ra bến cảng Plaisance (nay là Placentia), ngư dân Pháp cũng bắt đầu sử dụng bến cảng này. Đến năm 1655, Pháp bổ nhiệm một thống đốc tại Plaisance, bắt đầu thời kỳ Pháp chính thức thuộc địa hóa Newfoundland cũng như một thời kỳ chiến tranh và bất ổn giữa Anh và Pháp. Các cuộc tấn công của người Anh vào Placentia kích thích trả thù của nhà thám hiểm người Tân Pháp Pierre Le Moyne d'Iberville, trong Chiến tranh Quốc vương William vào thập niên 1690 ông phá hủy gần như toàn bộ mọi khu định cư của Anh trên đảo. Dân chúng trong thuộc địa Anh bị giết, bị bắt đòi tiền chuộc, hoặc bị trục xuất đến Anh. Pháp để mất quyền kiểm soát chính trị đối với khu vực sau bao vây Port Royal năm 1710, sau đó người Mí'kmaq giao chiến với người Anh trong Chiến tranh Dummer (1722–1725), Chiến tranh Quốc vương George (1744–1748), Chiến tranh Cha Le Loutre (1749–1755) và Chiến tranh giữa Anh với Pháp và người Da đỏ (1754–1763). Thời kỳ Pháp thuộc địa hóa kéo dài cho đến Hiệp ước Utrecht vào năm 1713, một nội dung trong đó là Pháp nhượng yêu sách chủ quyền đối với Newfoundland cho Anh. Sau đó, cư dân Pháp tại Plaisance chuyển đến Île Royale (nay là đảo Cape Breton), là bộ phận của Acadia đương thời vẫn do Pháp quản lý.
Trong Chiến tranh Bảy năm (1756–63), quyền kiểm soát Newfoundland lại một trở thành một nguồn chính của xung đột giữa Anh, Pháp và Tây Ban Nha, ba quốc gia đều yêu cầu được chia sẻ ngành đánh cá có giá trị lớn tại đây. Chiến thắng trên toàn cầu của Anh khiến William Pitt khẳng định rằng không quốc gia nào ngoài Anh có thể tiếp cận Newfoundland. Trận Signal Hill diễn ra tại Newfoundland vào năm 1762, khi một đạo quân Pháp đổ bộ và nỗ lực chiếm đảo, song bị người Anh đẩy lui.
Theo Hiệp ước Utrecht (1713), ngư dân Pháp có quyền cập bờ và xử lý cá tuyết trên "French Shore" tại bờ biển phía tây của đảo. Họ có một căn cứ thường trực tại quần đảo St. Pierre và Miquelon lân cận; người Pháp từ bỏ quyền lợi của họ vào năm 1904. Năm 1783, Anh ký Hiệp định Paris với Hoa Kỳ và theo đó trao cho ngư dân Hoa Kỳ các quyền lợi tương tự dọc theo bờ biển của Newfoundland. Các quyền lợi này được tái xác nhận bằng các hiệp ước vào năm 1818, 1854 và 1871 và được trọng tài xác nhận vào năm 1910.
Năm 1854, Chính phủ Anh cho lập chính phủ chịu trách nhiệm của Newfoundland. Năm 1855, Philip Francis Little, một cư dân bản địa của Đảo Prince Edward, giành chiến thắng đa số trong nghị viện trước Hugh Hoyles và những người Bảo thủ, thành lập chính phủ đầu tiên, tồn tại từ năm 1855 đến năm 1858. Newfoundland bác bỏ liên bang hóa với Canada trong tổng tuyển cử năm 1869. Thủ tướng Canada John Thompson tiến rất gần đến dàn xếp Newfoundland gia nhập liên bang vào năm 1892.

### Từ thế kỷ 20
Newfoundland duy trì là một thuộc địa cho đến khi đạt được vị thế quốc gia tự trị vào năm 1907. Một quốc gia tự trị là bộ phận của Đế quốc Anh hoặc Thịnh vượng chung Anh, và Quốc gia tự trị Newfoundland tương đối tự trị khỏi quyền quản lý của Anh.
Trung đoàn Newfoundland số 1 chiến đấu trong Chiến tranh thế giới thứ nhất. Ngày 1 tháng 7 năm 1916, Quân đội Đức tiêu diệt gần như toàn bộ trung đoàn tại Beaumont Hamel trong ngày đầu tiên của trận Somme. Trung đoàn phục vụ một cách xuất chúng trong các trận chiến kế tiếp, giành được tiền tố "hoàng gia". Mặc dù nhân dân hãnh diện về thành tích của trung đoàn, song nợ chiến tranh của Quốc gia tự trị Newfoundland bắt nguồn từ trung đoàn và chi phí duy trì một tuyến đường sắt xuyên đảo dẫn đến gia tăng nợ chính phủ thời hậu chiến, cuối cùng dẫn đến không thể chống đỡ nổi.
Kể từ đầu thập niên 1800, Newfoundland và Québec (hay Hạ Canada) đã có tranh chấp biên giới về khu vực Labrador. Tuy nhiên, vào năm 1927, Chính phủ Anh quyết định rằng khu vực mà nay tên là Labrador được cọi như bộ phận của Quốc gia tự trị Newfoundland.
Do gánh nặng nợ cao, thu nhập giảm thiểu, giá cá sụt giảm, cơ quan lập pháp Newfoundland tự bỏ phiếu ngưng tồn tại vào năm 1933, để đổi lấy các đảm bảo cho vay từ Quân chủ và một hứa hẹn sẽ được tái lập.:8–10 Ngày 16 tháng 2 năm 1934, Hội đồng Chính phủ tuyên thệ, kết thúc 79 năm chính phủ chịu trách nhiệm. Hội đồng gồm bảy cá nhân do Chính phủ Anh bổ nhiệm. Trong vòng 15 năm không có cuộc bầu cử nào diễn ra, và không triệu tập cơ quan lập pháp.
Năm 1940, Winston Churchill và Franklin D. Roosevelt chấp thuận cho các khu trục hạm của Hoa Kỳ được tiếp cận với các căn cứ hải quân của Anh tại Đại Tây Dương, bao gồm cả Newfoundland. Kết quả là lãnh thổ đột nhiên thịnh vượng khi tiền của Hoa Kỳ tràn đến đảo, một nơi mà thời gian gần đó có 25% cư dân dựa vào cứu trợ. Khoảng 20.000 người làm việc xây dựng các căn cứ quân sự. Chính phủ địa phương và Anh thuyết phục Hoa Kỳ giữ mức lương thấp để không tiêu diệt lực lượng lao động cho ngư nghiệp, lâm nghiệp và các ngành kinh tế địa phương khác, song chi phí sinh hoạt tăng 58% từ năm 1938 đến năm 1945.
Sự thịnh vượng trở lại cùng Chiến tranh thế giới thứ hai, điều này kích thích kết thúc Hội đồng, và phục hồi chính phủ chịu trách nhiệm. Tuy nhiên, Chính phủ Anh thiết lập Hội nghị Quốc gia vào năm 1946, phản ánh các nỗ lực về quyền tự quyết trong các dân tộc châu Âu sau Thế chiến. Hội nghị gồm các đại biểu trên toàn lãnh thổ, chính thức được giao nhiệm vụ cố vấn về tương lai của Newfoundland. Chủ tịch của Hội nghị là Cyril J. Fox, và nó có 45 thành viên được bầu từ khắp lãnh thổ.
Joey Smallwood tiến hành một số vận động để khảo sát gia nhập Canada bằng cách cử một phái đoàn đến Ottawa. Động thái đầu tiên thất bại, song Hội nghị sau đó quyết định cử các phái đoàn đến cả London và Ottawa để tìm giải pháp thay thế. Tháng 1 năm 1948, Hội nghị Quốc gia bỏ phiếu chống lại việc đưa liên bang hóa ra trưng cầu dân ý; tuy nhiên kết quả này bị người Anh bác bỏ và trưng cầu dân ý diễn ra sau đó.:145 Hầu hết các sử gia đồng thuận rằng Chính phủ Anh nhiệt tình mong muốn liên bang hóa bằng lá phiếu và họ chắc chắn nó sẽ như vậy.
Cuộc trưng cầu dân ý đầu tiên diễn ra vào ngày 3 tháng 6 năm 1948; 44,5% cử tri bỏ phiếu cho chính phủ chịu trách nhiệm, 41,1% bỏ phiếu cho liên bang hóa với Canada, trong khi 14,3% bỏ phiếu cho Hội đồng Chính phủ. Do không có lựa chọn nào giành được quá 50%, một cuộc trưng cầu dân ý thứ nhì được tổ chức vào ngày 22 tháng 7 năm 1948 với chỉ hai lựa chọn. Kết quả chính thức của cuộc trưng cầu dân ý này là 52,3% bỏ phiếu cho liên bang hóa với Canada và 47,7% bỏ phiếu cho chính phủ trách nhiệm (độc lập).
Sau trưng cầu, một phái đoàn gồm bảy người được thống đốc của Anh chọn đến đàm phán với Canada nhân danh Newfoundland. Sau khi sáu trong số bảy thành viên của phái đoàn ký kết, Chính phủ Anh thông qua Đạo luật Bắc Mỹ thuộc Anh 1949 qua Quốc hội. Newfoundland chính thức gia nhập Canada vào ngày 31 tháng 3 năm 1949.
Theo các văn kiện trong kho lưu trữ của Anh và Canada xuất hiện trong thập niên 1980, rõ ràng rằng cả Canada và Anh đều muốn Newfoundland gia nhập Canada. Một số người cáo buộc rằng đó là một âm mưu để đưa Newfoundland tham gia liên bang, nhằm đổi lấy miễn nợ chiến tranh của Anh và vì các lý do khác,:68 song hầu hết sử gia nghiên cứu các văn kiện chính phủ thì kết luận rằng dù Anh bố trí lựa chọn liên bang hóa trong trưng cầu dân ý, thì nhân dân Newfoundland tự thực hiện quyết định cuối cùng mặc dù với kết quả sít sao.
Sau khi các Tên lửa liên lục địa thay thế các đe dọa về máy bay ném bom vào cuối thập niên 1950, các căn cứ không quân của Hoa Kỳ đóng cửa vào đầu thập niên 1960 và Căn cứ hải quân Argentia cũng đóng cửa vào thập niên 1980.
Trong thập niên 1960, tỉnh phát triển nhà máy thủy điện Churchill Falls nhằm bán điện sang Hoa Kỳ. Một thỏa thuận với Québec được ký kết nhằm đảm bảo truyền điện năng qua lãnh thổ Québec, thỏa thuận kéo dài 75 năm này khiến người Newfoundland hiện cho rằng không công bằng với tỉnh do chỉ thu được lợi ích thấp và không thay đổi được từ điện năng. Đến năm 1990, khu vực Québec-Labrador trở thành một nguồn cung quặng sắt quan trọng cho Hoa Kỳ.
Khi Newfoundland gia nhập Canada vào năm 1949, tỉnh từ bỏ quyền tài phán đối với ngư nghiệp cho Ottawa; Tòa án Tối cao phán quyết vào năm 1983 rằng chính phủ liên bang cũng có quyền tài phán với khoan dầu ngoài khơi. Từ sau năm 1945, kinh tế ngư nghiệp trong tỉnh chuyển đổi từ chủ yếu thâm dụng lao động ven bờ, hộ gia đình, sản xuất cá ướp muối sang một ngành công nghiệp hóa chịu sự chi phối tối cao của các công ty cá đông lạnh. Các công ty này cần ít nhân công hơn, do vậy khoảng 300 làng cá, hoặc cảng ngoài, bị các cư dân bỏ hoang từ năm 1954 đến năm 1975 trong một chương trình được chính phủ Canada tài trợ mang tên Tái định cư. Một số khu vực mất 20% dân số, và số lượng tuyển sinh vào trường học còn giảm cao hơn.
Trong thập niên 1960, khoảng 2 tỷ pound cá tuyết được khai thác mỗi năm từ Grand Bank ngoài khơi Newfoundland, là nguồn cá lớn nhất thế giới. Sau đó, thảm họa xảy ra khi cá tuyết phương bắc thực tế không còn nữa, chúng giảm còn 1% sinh khối đẻ trứng lịch sử của mình. Năm 1992, đánh bắt cá tuyết bị chính phủ Canada đóng cửa; sinh kế của 19.000 người lao động bị mất sau 500 năm giữ vai trò là một ngành kinh tế chủ đạo.

## Địa lý

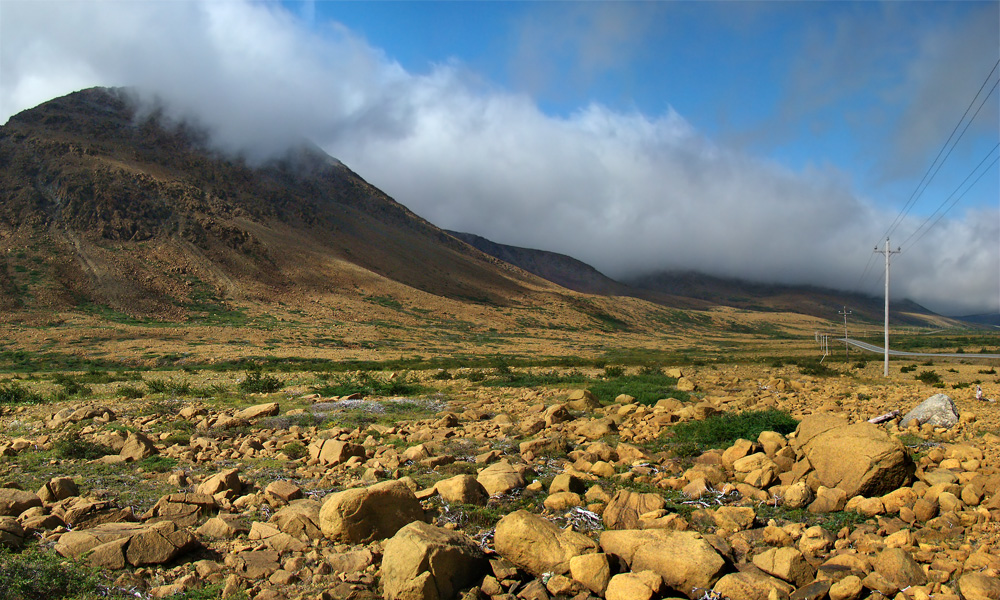
Vườn quốc gia Gros Morne tại phía tây của đảo Newfoundland

Newfoundland và Labrador là tỉnh cực đông của Canada, nằm tại góc đông bắc của Bắc Mỹ. Eo biển Belle Isle phân tách tỉnh thành hai khu vực địa lý, Labrador là một lãnh thổ lớn liên kết với đại lục Canada, còn Newfoundland là một đảo tại Đại Tây Dương. Tỉnh cũng có hơn 7.000 đảo nhỏ.
Newfoundland có hình dạng giống như một tam giác, mỗi cạnh dài khoảng 400 km (250 mi), và có diện tích là 108.860 km2 (42.030 dặm vuông Anh). Newfoundland và các đảo nhỏ có liên kết với nó có tổng diện tích là 111.390 km2 (43.010 dặm vuông Anh). Newfoundland có vĩ độ giữa 46°36′B và 51°38′B.
Phần phía tây của Labrador giáp với tỉnh Québec, đường biên giới cũng là đường phân thủy của bán đảo Labrador. Các khu vực thoát nước thông qua các sông chảy vào Đại Tây Dương là bộ phận của Labrador, phần còn lại thuộc về Québec. Mũi cực bắc của Labrador có vĩ độ 60°22′B, có một đoạn biên giới ngắn với Nunavut. Diện tích của Labrador (gồm các đảo nhỏ có liên kết) là 294.330 km2 (113.640 dặm vuông Anh). Tổng cộng, Newfoundland và Labrador chiếm 4,06% diện tích của Canada.
Labrador là bộ phận cực đông của khiên Canada, một khu vực rộng lớn gồm đá biến chất cổ bao trùm phần lớn miền đông bắc của Bắc Mỹ. Các mảng kiến tạo va chạm hình thành phần lớn địa chất của Newfoundland. Vườn quốc gia Gros Morne có danh tiếng do là một ví dụ nổi bật về kiến tạo học, và do vậy được xếp là một di sản thế giới. Dãy Long Range trên duyên hải phía tây của Newfoundland là phần mở rộng cực đông bắc của dãy Appalachian.
Newfoundland và Labrador có nhiều vùng khí hậu khác nhau do khoảng cách bắc-nam của tỉnh (46°36′B đến 60°22′B), gió tây thịnh hành, các hải lưu lạnh và các yếu tố địa phương như núi và đường bờ biển.
Newfoundland và Labrador có nhiều kiểu khí hậu và thời tiết. Một trong các nguyên nhân chính của sự đa dạng này là địa lý của tỉnh. Phần đảo Newfoundland trải dài 5 vĩ độ, tương tự như Ngũ Đại Hồ.
Tỉnh được phân thành sáu kiểu khí hậu, song theo cách phân chia rộng hơn thì Newfoundland có một á hình mùa hè mát của khí hậu lục địa ẩm, chịu tác động lớn của hải dương do không nơi nào trên đảo cách biển quá 100 km. Miền bắc Labrador được phân loại là có một khí hậu lãnh nguyên vùng cực, miền nam Labrador có một khí hậu cận Bắc cực.
Nhiệt độ bề mặt biển bên phía Đại Tây Dương đạt trung bình mùa hạ là 12 °C (54 °F) tại ven bờ và 9 °C (48 °F) tại xa bờ trong khi trung bình mùa đông là −1 °C (30 °F) tại ven bờ và 2 °C (36 °F) tại xa bờ. Hải dương khiến nhiệt độ vào mùa đông hơi cao hơn và nhiệt độ mùa hạ thấp hơn một chút so với các địa điểm tại nội lục. Khí hậu hải dương khiến thời tiết biến hóa hơn, giáng thủy phong phú dưới nhiều dạng, độ ẩm cao hơn, tầm nhìn thấp hơn, mây nhiều hơn, ít nắng hơn, và gió mạnh hơn so với một khí hậu lục địa.
| Địa điểm                 | Tháng 7 (°C) | Tháng 7 (°F) | Tháng 1 (°C) | Tháng 1 (°F) |
| ------------------------ | ------------ | ------------ | ------------ | ------------ |
| St. John's               | 20/11        | 68/52        | −1/−9        | 30/16        |
| Gander                   | 21/11 °C     | 71/51        | −3/−12       | 26/11        |
| Corner Brook             | 22/13        | 71/55        | −3/−10       | 28/15        |
| Stephenville             | 23/15        | 75/59        | −1/−8        | 30/17        |
| Happy Valley – Goose Bay | 20/10 °C     | 68/49        | −13/−23      | 9/−9         |
| Nain                     | 15/5         | 59/41        | −14/−23      | 7/−10        |

## Nhân khẩu
Theo điều tra nhân khẩu năm 2011, Newfoundland và Labrador có dân số 514.536, hơn một nửa trong số đó cứ trú tại bán đảo Avalon của đảo Newfoundland, là nơi có thủ phủ và điểm định cư lịch sử ban đầu. Kể từ năm 2006, dân số trong tỉnh bắt đầu tăng lần đầu tiên kể từ đầu thập niên 1990. Theo điều tra nhân khẩu năm 2006, dân số tỉnh giảm 1,5% so với mức năm 2001, với 505.469. Tuy nhiên, theo điều tra nhân khẩu năm 2011, dân số tỉnh tăng 1,8% trong 5 năm.
| Năm  | Dân số  | 5 năm thay đổi % | 10 năm thay đổi % |
| ---- | ------- | ---------------- | ----------------- |
| 1951 | 361.416 |                  |                   |
| 1956 | 415.074 | 14,8             |                   |
| 1961 | 457.853 | 10,3             | 26,7              |
| 1966 | 493.396 | 7,8              | 18,9              |
| 1971 | 522.100 | 5,8              | 14,0              |
| 1976 | 557.720 | 6,8              | 13,0              |
| 1981 | 567.681 | 1,8              | 8,7               |
| 1986 | 568.350 | 0,1              | 1,9               |
| 1991 | 568.475 | 0,02             | 0,1               |
| 1996 | 551.790 | −2,9             | −2,9              |
| 2001 | 512.930 | −7,0             | −9,8              |
| 2006 | 505.469 | −1,5             | −8,4              |
| 2011 | 514.536 | +1,8             | +0,3              |

| Khu jq uản                                                                         | 2006    | 2011    |
| ---------------------------------------------------------------------------------- | ------- | ------- |
| St. John's                                                                         | 100.646 | 106.172 |
| Conception Bay South                                                               | 21.966  | 24.848  |
| Mount Pearl                                                                        | 24.671  | 24.284  |
| Corner Brook                                                                       | 20.083  | 19.886  |
| Paradise                                                                           | 12.584  | 17.695  |
| Grand Falls-Windsor                                                                | 13.558  | 13.725  |
| Gander                                                                             | 9.951   | 11.054  |
| Happy Valley – Goose Bay                                                           | 7.572   | 7.552   |
| Torbay                                                                             | 6.281   | 7.397   |
| Labrador City                                                                      | 7.240   | 7.367   |
| Nguồn: Cơ quan Thống kê Canada Lưu trữ ngày 9 tháng 7 năm 2013 tại Wayback Machine |         |         |

| Hạng | Ngôn ngữ          | Trả lời | Tỷ lệ |
| ---- | ----------------- | ------- | ----- |
| 1.   | Tiếng Anh         | 443.405 | 89    |
| 2.   | Tiếng Pháp        | 46.885  | 10,4  |
| 3.   | Innu-aimun        | 1.585   | 0,3   |
| 4.   | Tiếng Hoa         | 1.080   | 0,2   |
| 5.   | Tiếng Tây Ban Nha | 670     | 0,1   |
| 6.   | Tiếng Đức         | 655     | 0,15  |
| 7.   | Inuktitut         | 595     | 0,1   |
| 8.   | Tiếng Urdu        | 550     | 0,1   |
| 9.   | Tiếng Ả Rập       | 540     | 0,1   |
| 10.  | Tiếng Hà Lan      | 300     | < 0,1 |
| 11.  | Tiếng Nga         | 225     | < 0,1 |
| 12.  | Tiếng Ý           | 195     | < 0,1 |

Năm 2011, Ki-tô hữu chiếm xấp xỉ 93% dân số của Newfoundland và Labrador.

Giáo phái tôn giáo lớn nhất xét theo số lượng tín đồ theo điều tra năm 2011 là Giáo hội Công giáo La Mã, với 35,8% dân số toàn tỉnh (181.590 thành viên). Các giáo phái Tin Lành lớn chiếm 57,3% dân số, các nhóm lớn nhất trong đó là Giáo hội Anh giáo Canada với 25,1% tổng dân số (127.255 thành viên), Giáo hội Liên hiệp Canada với 15,5% (78.380 thành viên), và các giáo hội Ngũ Tuần với 6,5% (33.195 thành viên). Những người không phải là tín đồ Ki-tô giáo chiếm 6,8% dân số, đa số trong đó trả lời rằng rằng họ không nhập đạo nào (6,2% tổng dân số).
Theo điều tra nhân khẩu Canada năm 2001, dân tộc lớn nhất tại Newfoundland và Labrador là người Anh (39,4%), tiếp theo là người Ireland (19,7%), người Scotland (6,0%), người Pháp (5,5%), và người Da đỏ (3,2%).

## Kinh tế
Kinh tế Newfoundland và Labrador trải qua đình trệ trong nhiều năm sau sự sụp đổ của đánh bắt cá tuyết hồi đầu thập niên 1990, tỉnh phải chịu tỷ lệ thất nghiệp cao kỷ lục và dân số giảm khoảng 60.000. Do bùng nổ trong lĩnh vực năng lượng và tài nguyên, kinh tế tỉnh có chuyển biến lớn khi bước sang thế kỷ 21. Tỷ lệ thất nghiệp giảm, dân số ổn định và tăng trưởng vừa phải. Tỉnh đạt mức thặng dư kỷ lục, giải thoát khỏi tình trạng một tỉnh "không có gì".

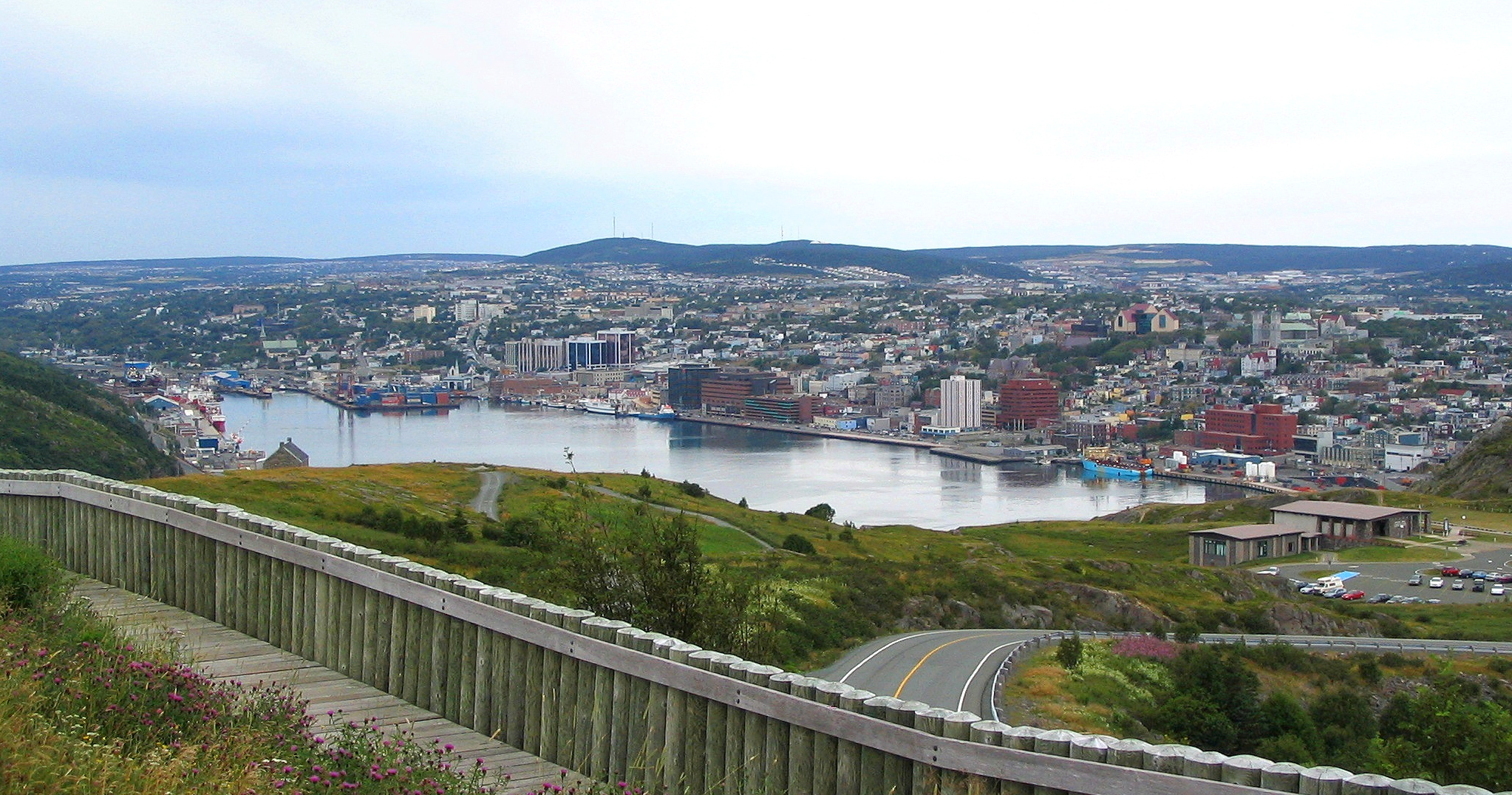
Quang cảnh St. John's nhìn từ Signal Hill.

Các ngành dịch vụ chiếm tỷ trọng lớn nhất trong GDP, đặc biệt là dịch vụ tài chính, chăm sóc y tế và hành chính công. Các ngành kinh tế quan trọng khác là khai mỏ, sản xuất dầu và chế tạo. Tổng lực lượng lao động của tỉnh vào năm 2010 là 263.800 người. GDP của tỉnh trong năm 2013 là 35,832 tỷ CAD.
Khai mỏ tại Labrador, với khai thác quặng sắt tại Wabush/Labrador City, và khai thác niken tại Voisey's Bay, đạt sản lượng tổng cộng là 3,3 tỷ CAD giá trị quặng vào năm 2010. Một mỏ tại Duck Pond bắt đầu sản xuất đồng, kẽm, bạc và vàng vào năm 2007. Khai mỏ chiếm 3,5% GDP của tỉnh trong năm 2006. Tỉnh sản xuất 55% tổng lượng quặng sắt của Canada (2008). Sản xuất dầu từ các giàn khoan ngoài khơi tại Hibernia, White Rosevà Terra Nova thuộc Grand Banks đạt 110.000.000 thùng (17.000.000 m3), đóng góp trên 15% GDP của tỉnh vào năm 2006. Tổng sản lượng từ mỏ Hibernia từ năm 1997 đến năm 2006 là 733.000.000 thùng (116.500.000 m3) với giá trị được ước tính là 36 tỷ CAD. Dự trữ còn lại được ước tính là khoảng 2 tỷ thùng (320×106 m3) tính đến 31 tháng 12 năm 2006. Thăm dò trữ lượng mới đang tiếp tục.
Ngư nghiệp vẫn là một bộ phận quan trọng trong kinh tế tỉnh, tạo công việc cho khoảng 20.000 người và đóng góp trên 440 triệu CAD cho GDP. Ngành này gồm có thu hoạch các loại cá như cá tuyết, cá êfin, cá bơn lưỡi ngựa, cá trích, các thu với 150.000 tấn thiếu (165.000 tấn) với giá trị 130 triệu USD vào năm 2006. Các loài giáp xác như cua, tôm và nghêu đạt sản lượng 195.000 tấn thiếu (215.000 tấn) với giá trị 316 triệu USD trong cùng năm. Giá trị sản xuất từ săn hải cẩu là 55 triệu CAD. Nuôi trồng thủy sản là một ngành kinh tế mới trong tỉnh, vào năm 2006 ngành này sản xuất trên 10.000 tonne cá hồi Đại Tây Dương, trai và cá hồi vân với giá trị trên 50 triệu CAD.
Nông nghiệp tại Newfoundland hạn chế tại các khu vực phía nam của St. John's, Cormack, Wooddale, các khu vực gần Musgravetown và tại thung lũng Codroy. Khoai tây, cải củ Thụy Điển, cải củ turnip, cà rốt và cải bắp được trồng để đáp ứng nhu cầu địa phương. Nuôi gia cầm lấy thịt và trứng cũng tồn tại. Việt quất xanh, Vaccinium vitis-idaea và Rubus chamaemorus dại được thu hoạch thương mại và sử dụng trong làm mứt và rượu vang. Sản xuất bơ sữa là một bộ phận lớn khác trong nông nghiệp tỉnh
Du lịch cũng đóng góp đáng kể cho kinh tế tỉnh, vào năm 2006 có gần 500.000 du khách từ nơi khác đến Newfoundland và Labrador, chi tiêu ước tính 366 triệu CAD. Du lịch phổ biến nhất trong các tháng từ 6-9.

## Chính phủ và chính trị

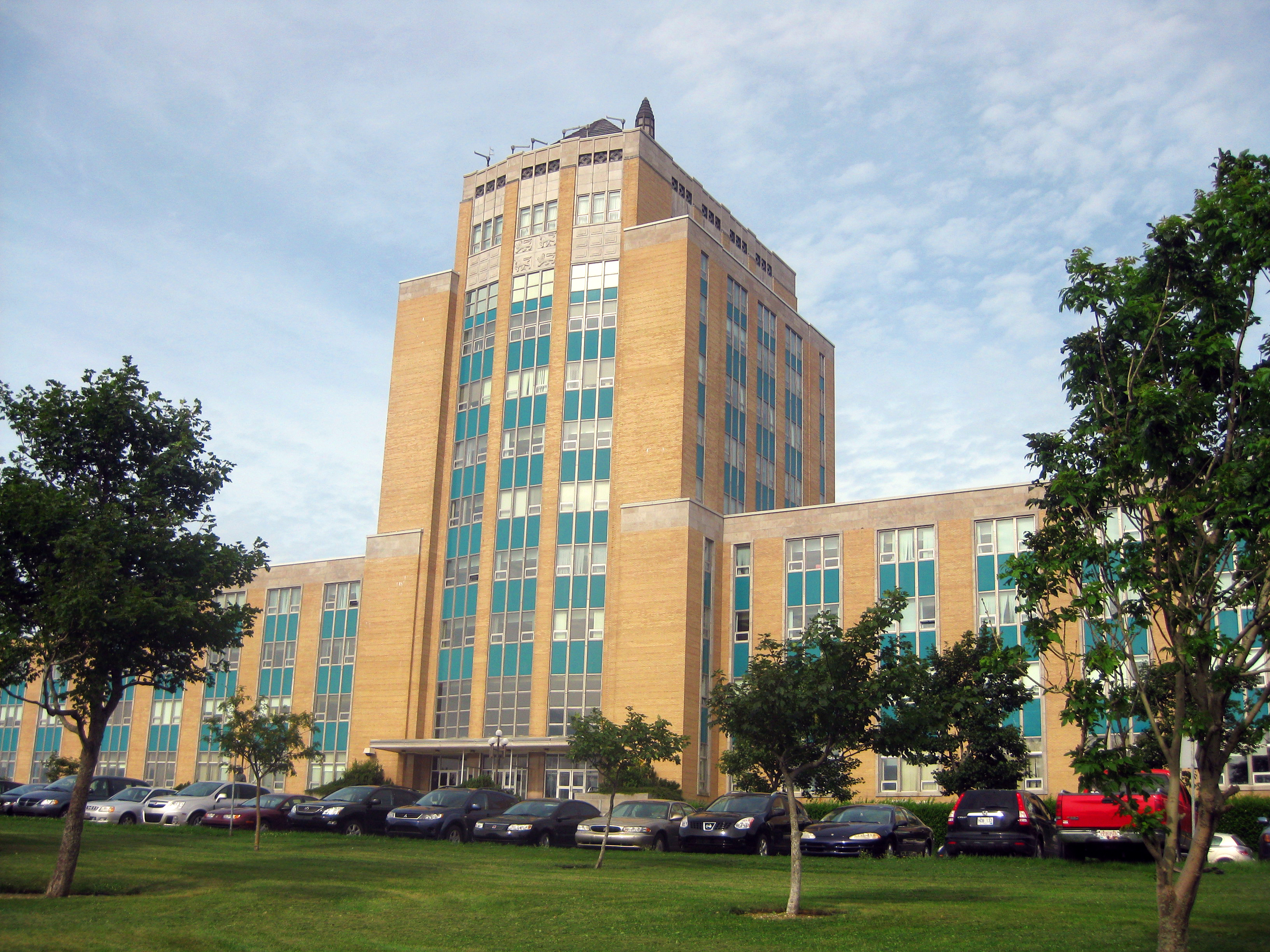
Tòa nhà Liên bang.

Newfoundland và Labrador có một chính phủ nghị viện nằm trong cấu trúc của chế độ quân chủ lập hiến; chế độ quân chủ tại Newfoundland và Labrador là cơ sở cho các nhánh hành pháp, lập pháp, và tư pháp. Quân chủ của tỉnh là Charles III, ông cũng là nguyên thủ của 15 quốc gia khác, mỗi một trong 9 tỉnh khác của Canada, và của liên bang Canada. Người đại diện cho Quốc vương là Tỉnh đốc Newfoundland và Labrador, tiến hành hầu hết các trách nhiệm quân chủ tại Newfoundland và Labrador.
Quân chủ và tỉnh đốc bị hạn chế trong tham dự trực tiếp vào bất kỳ lĩnh vực quản trị nào; trong thực tế quyền lực hành pháp của họ do Hội đồng Hành pháp điều khiển, đây là một ủy ban gồm các bộ trưởng chịu trách nhiệm trước một Nghị viện đơn viện và được tuyển cử, đứng đầu là Thủ tướng Newfoundland và Labrador. Nhằm đảo bảo sự ổn định của chính phủ, tỉnh đốc thông thường bổ nhiệm thủ tướng là cá nhân đang lãnh đạo chính đảng có thể tin tưởng giành đa số ghế trong Nghị viện. Lãnh đạo đảng có số ghế đông thứ nhì thường trở thành lãnh đạo phe đối lập và nằm trong một hệ thống nghị viện đối địch nhằm duy trì kiểm tra đối với chính phủ.
Mỗi một trong số 48 đại biểu của Nghị viện được bầu theo phương thức đa số đơn giản tại một khu vực bầu cử. Tổng tuyển cử cần phải do Tỉnh đốc yêu cầu vào ngày Thứ ba thứ hai trong tháng 10 bốn năm sau bầu cử trước đó, hoặc có thể yêu cầu theo khuyến nghị của thủ tướng khi chính phủ thất bại trong bỏ phiếu tín nhiệm tại Nghị viện. Theo truyền thống, chính trị trong tỉnh chịu sự chi phối của Đảng Tự do và Đảng Bảo thủ Cấp tiến, tuy nhiên trong bầu cử cấp tỉnh vào năm 2011 Đảng Tân Dân chủ xếp thứ hai về phiếu bầu phổ thông, sau Đảng Bảo thủ Cấp tiến.

## Văn hóa
Di sản âm nhạc dân gian Newfoundland và Labrador dựa trên các truyền thống Ireland, Anh và Scotland vốn được đưa đến từ nhiều thế kỷ trước. Mặc dù cũng chịu ảnh hưởng từ nhạc Celtic tương tự như Nova Scotia và Đảo Hoàng tử Edward, Newfoundland và Labrador mang tính Ireland hơn là Scotland và có nhiều yếu tố dung nạp từ âm nhạc Anh và Pháp hơn các tỉnh này. Phần lớn âm nhạc khu vực tập trung vào truyền thống hàng hải sống động tại đây, và có các bài hò biển và các bài hát đi thuyền khác. Một số nhạc sĩ truyền thống hiện đại là Great Big Sea, The Ennis Sisters, Shanneyganock, Sharecroppers, Ron Hynes, và The Navigators.
Newfoundland và Labrador có một văn hóa thể thao phần nào khác biệt so với phần còn lại của Canada, một phần là do có lịch sử kéo dài tách biệt với phần còn lại của Canada và nằm dưới quyền cai trị của Anh. Tuy nhiên, khúc côn cầu trên băng vẫn phổ biến, đội tuyển St. John's IceCaps thi đấu chuyên nghiệp tại Trung tâm Mile One tại St. John's, và giải khúc côn cầu cấp cao Newfoundland có các đội tuyển từ khắp đảo. Từ khi đội tuyển St. John's Fog Devils rời đi vào năm 2008, Newfoundland và Labrador là tỉnh duy nhất tại Canada không có một đội tuyển nào tại Giải khúc côn cầu Canada.
Bóng đá và rugby liên hiệp đều phổ biến hơn tại Newfoundland và Labrador so với phần còn lại của Canada nói chung. Thi đấu bóng đá được tổ chức tại sân vận động King George V Park có 10.000 ghế, đây là sân vận động quốc gia của Newfoundland trong thời kỳ quốc gia tự trị. Sân vận động Swilers Rugby Park là nơi thi đấu của đội tuyển rugby liên hiệp Swilers RFC. Các cơ sở hạ tầng thể thao khác tại Newfoundland và Labrador còn có sân thi đấu trong nhà Pepsi Centre tại Corner Brook; sân Shamrock Field tại St. John's là nơi tổ chức sự kiện thể thao Gael quốc gia của Canada; và St. Patrick's Park tại St. John's là nơi thi đấu bóng chày.

## Giao thông

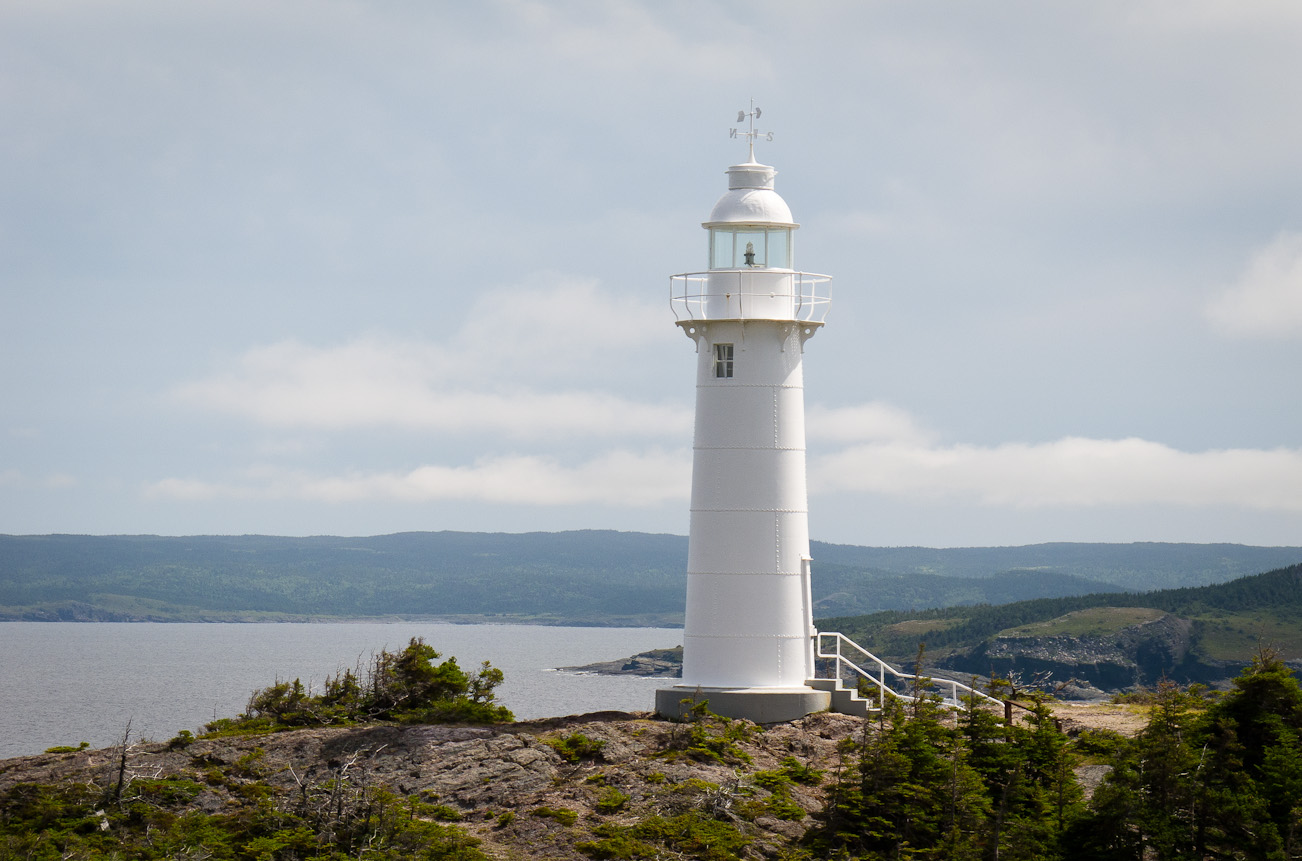
Hải đăng King's Cove Head tại King's Cove

Trong nội tỉnh, Bộ Giao thông và Công trình Newfoundland và Labrador vận hành hoặc tài trợ cho 15 tuyến ô tô, phà chở khách và chở hàng liên kết các cộng đồng khác nhau dọc theo đường bờ biển của tỉnh.
Một dịch vụ phà hành khách và chở tàu hỏa vượt eo biển Belle Isle liên kết đảo Newfoundland với khu vực Labrador tại đại lục. Phà MV Apollo đi từ St. Barbe, Newfoundland thuộc bán đảo Great Northern đến đô thị cảng Blanc-Sablon của Québec song giáp với biên giới tỉnh và nằm bên đô thị L'Anse-au-Clair, Labrador. MV Sir Robert Bond từng cung cấp dịch vụ phà theo mùa giữa Lewisporte trên đảo Newfoundland và các đô thị Cartwright và Happy Valley-Goose Bay tại Labrador, song không còn hoạt động từ khi hoàn thành xa lộ Xuyên Labrador vào năm 2010, cho phép tiếp cận từ Blanc-Sablon thuộc Québec đến các bộ phận chủ yếu của Labrador. Một vài phà nhỏ hơn liên kết một số đô thị duyên hải và cộng đồng đảo ngoài khơi quanh đảo chính Newfoundland và đến bờ biển của Labrador xa về phía bắc đến Nain.
Dịch vụ phà liên tỉnh do Marine Atlantic cung cấp, đây là một công ty quốc doanh của liên bang hoạt động phà từ North Sydney, Nova Scotia đến các đô thị Port aux Basques và Argentia tại bờ biển phía nam của đảo Newfoundland.
Sân bay quốc tế St. John's và sân bay quốc tế Gander là hai sân bay duy nhất phục vụ tỉnh, chúng thuộc hệ thống sân bay quốc gia Canada. Sân bay quốc tế St. John's phục vụ gần 1,2 triệu hành khách trong năm 2008 và là sân bay nhộn nhịp thứ 11 tại Canada.

## Biểu trưng cấp tỉnh
| Biểu trưng cấp tỉnh   |                                      |
| Hoa chính thức        | Sarracenia purpurea                  |
| Câu chính thức        | Picea mariana                        |
| Chim chính thức       | hải âu cổ rụt Đại Tây Dương          |
| Ngựa chính thức       | pony Newfoundland                    |
| Thú chính thức        | tuần lộc                             |
| Gà chính thức         | Lagopus muta                         |
| Khoáng sản chính thức | Labradorit                           |
| Chó chính thức        | chó Newfoundland và chó săn Labrador |
| Tỉnh ca               | "Ode to Newfoundland"                |
| Ngày nghỉ cấp tỉnh    | 24 tháng 6, ngày Khám phá            |
| Thánh bảo trợ         | Gioan Baotixita                      |
| Tartan chính thức     |                                      |
| Đại ấn                |                                      |
| Huy hiệu              |                                      |
| Hình trên khiên       |                                      |
| Tự tiêu               |                                      |